# Wispington
Wispington – wieś w Anglii, w Lincolnshire. Leży 23,5 km od Lincoln i 191 km od Londynu. W 1961 roku civil parish liczyła 72 mieszkańców.
Wispington jest wspomniana w Domesday Book (1086) jako Wispinctune.